# Creuzier-le-Neuf
Creuzier-le-Neuf è un comune francese di 1 046 abitanti situato nel dipartimento dell'Allier della regione dell'Alvernia-Rodano-Alpi.

## Società

### Evoluzione demografica
Abitanti censiti